# Saison 11 de Bob l'éponge
Chronologie
Saison 10 Saison 12
Cet article présente les épisodes de la onzième saison de la série d'animation télévisée américaine Bob l'éponge diffusée du 17 juin 2017 au 25 novembre 2018 sur Nickelodeon.
En France, la onzième saison est diffusée du 21 octobre 2017 au 13 avril 2019 sur Nickelodeon France et en Belgique, de 2017 au 1er mai 2019 sur Nickelodeon Wallonie.

## Production

### Développement
Cette saison se compose de 28 épisodes, qui sont commandés ci-dessous par numéro de production et non leur ordre de diffusion originale.
Le 3 mars 2016, il a été annoncé que la série avait été renouvelée pour une onzième saison. Le 16 février 2016, le showrunner Vincent Waller a déclaré que la saison 11 aurait 26 épisodes d'une demi-heure, ce qui portera le nombre d'épisodes à 241. Comme pour la saison précédente, la plupart des épisodes sont basés sur des scripts et écrits par un seul auteur, en contraste avec les huit premières saisons.
Vincent Waller a également révélé qu'un épisode de la saison 11 intitulé L'éponge des cavernes est écrit par M. Lawrence, et un autre épisode intitulé Man Ray Returns est écrit par Kaz. Il a également déclaré que Microbe, l'animal de compagnie de Plankton, reviendrait dans cette saison. "DoodleBob", double maléfique de Bob l'éponge apparu dans l'épisode "Le crayon géant" (saison 2, épisode 14) reviendra également dans l'épisode Gang dessiné (saison 11, épisode 16).

### Diffusion
- États-Unis : du 17 juin 2017 au 25 novembre 2018 sur Nickelodeon
- Canada : sur Télétoon Canada
- France : du 21 octobre 2017 au 13 avril 2019 sur Nickelodeon France
- Québec : sur VRAK
- Belgique : de 2017 au 1er mai 2019 sur Nickelodeon Wallonie

## Épisodes
| № | #   | Titre français / Titre original                                     | Réalisation                 | Scénario                      | Première diffusion | Première diffusion | Audiences |
| --- | --- | ------------------------------------------------------------------- | --------------------------- | ----------------------------- | ------------------ | ------------------ | --------- |
| 214A | 1A  | Le bon de réduction de Patrick Patrick's Coupon                     | Kelly Armstrong             | Kaz                           | 17 juin 2017       | 21 octobre 2017    | 1,77      |
| Patrick a un coupon pour de la glace gratuite, mais il doit se rendre au magasin s'il veut l'utiliser. |     |                                                                     |                             |                               |                    |                    |           |
| 214B | 1B  | Hors d'état de nuire Out of the Picture                             | Fred Osmond                 | Ben Gruber                    | 17 juin 2017       | 21 octobre 2017    | 1,77      |
| M. Krabs achète l'art de Carlo, mais pour faire un profit sur son achat, il devra sortir l'artiste de l'image. |     |                                                                     |                             |                               |                    |                    |           |
| 215A | 2A  | Les amis sauvages Feral Friends                                     | Brian Morante               | Mr. Lawrence                  | 7 octobre 2017     | 21 octobre 2017    | 1,81      |
| À l'anniversaire de Sandy, la Lune de Neptune fait son apparition lors du centenaire de Bikini Bottom fait de tous, des animaux primitifs. Sandy, étant la seule créature terrestre, elle n'est donc pas affectée par cette lune, et se rend compte qu'elle est la seule à pouvoir empêcher ses amis de se manger les uns les autres. |     |                                                                     |                             |                               |                    |                    |           |
| 215B | 2B  | On ne réveille pas Patrick Don't Wake Patrick                       | Mr. Lawrence                | Brian Morante & Mr. Lawrence  | 7 octobre 2017     | 21 octobre 2017    | 1,81      |
| Patrick est somnambule et Bob l'éponge doit le guider sans le réveiller. |     |                                                                     |                             |                               |                    |                    |           |
| 216A | 3A  | L'éponge des cavernes Cave Dwelling Sponge                          | Brian Morante               | Mr. Lawrence                  | 23 septembre 2017  | 28 octobre 2017    | 1,92      |
| Quand une éponge préhistorique est dégelée, il provoque le chaos dans toute la ville et Bob l'éponge est encadré pour ses actions ! |     |                                                                     |                             |                               |                    |                    |           |
| 216B | 3B  | L'éponge qui murmurait à l'oreille des palourdes The Clam Whisperer | John Trabbic                | Kaz                           | 23 septembre 2017  | 28 octobre 2017    | 1,92      |
| Bob l'éponge s'occupe d'un troupeau de palourdes qui causent des ravages à Bikini Bottom. |     |                                                                     |                             |                               |                    |                    |           |
| 217A | 4A  | Le retour de Microbe Spot Returns                                   | John Trabbic                | Andrew Goodman                | 24 juin 2017       | 28 octobre 2017    | 1,96      |
| Après que son animal de compagnie a des bébés amibes, Plankton décide de les utiliser dans un autre de ses complots néfastes. |     |                                                                     |                             |                               |                    |                    |           |
| 217B | 4B  | Le bilan de santé The Check-Up                                      | John Trabbic                | Andrew Goodman                | 24 juin 2017       | 28 octobre 2017    | 1,96      |
| Après que Mr. Krabs ait faufilé furtivement loin de l'examen annuel du Crabe Croustillant, Bob l'éponge et Carlo tentent de trouver des moyens de lui donner son physique, parce que s'il ne passe pas, le Crabe Croustillant sera fermé.                                                                                             |     |                                                                     |                             |                               |                    |                    |           |
| 218A | 5A  | Le jeu de la bouteille Spin the Bottle                              | Fred Osmond                 | Kaz                           | 16 juillet 2017    | 4 novembre 2017    | 1,99      |
| Plankton pose comme un génie accordant des souhaits dans son dernier plan pour obtenir la formule secrète. |     |                                                                     |                             |                               |                    |                    |           |
| 218B | 5B  | Il y a une éponge dans ma soupe There's a Sponge in My Soup         | Kelly Armstrong             | Kaz                           | 7 novembre 2017    | 4 novembre 2017    | 1,46      |
| La nouvelle soupe du Crabe Croustillant attire trois hippocampes qui aiment la chaleur et qui s'installent dans la cuve à soupe. Mr. Krabs et Bob l'éponge essayent de se débarrasser d'eux. |     |                                                                     |                             |                               |                    |                    |           |
| 219A | 6A  | Le Retour de l'Homme-Laser Man Ray Returns                          | John Trabbic                | Kaz                           | 30 septembre 2017  | 7 avril 2018       | 2,07      |
| Quand Man Ray loue la maison de Carlo pour le week-end, c'est à Bob l'éponge et Patrick d'arrêter ses mauvaises vacances. |     |                                                                     |                             |                               |                    |                    |           |
| 2219B | 6B  | Larry à la barre Larry the Floor Manager                            | Fred Osmond                 | Ben Gruber                    | 30 septembre 2017  | 7 avril 2018       | 2,07      |
| Mr. Krabs prend des vacances et fait de Larry le homard le directeur provisoire du Crabe Croustilland. |     |                                                                     |                             |                               |                    |                    |           |
| 220 | 7   | La légende de Booh-kini Bottom The Legend of Boo-kini Bottom        | Brian Morante               | Mr. Lawrence                  | 13 octobre 2017    | 31 octobre 2017    | 2,21      |
| C'est Halloween à Bikini Bottom, et le Hollandais Volant va s'assurer que tout le monde ait peur, y compris Bob l'éponge. |     |                                                                     |                             |                               |                    |                    |           |
| 221A | 8A  | Photos Interdites No Pictures, Please                               | Fred Osmond                 | Mr. Lawrence                  | 6 novembre 2017    | 14 avril 2018      | 1,84      |
| Patrick conduit un étranger enthousiaste à une visite de ses lieux préférés à Bikini Bottom. |     |                                                                     |                             |                               |                    |                    |           |
| 221B | 8B  | Coincé sur le Toit Stuck on the Roof                                | Kelly Armstrong             | Andrew Goodman                | 6 novembre 2017    | 14 avril 2018      | 1,84      |
| Bob l'éponge a peur de descendre du toit du Crabe Croustilland, mais il ne laissera pas cela l'empêcher de vivre sa vie ! |     |                                                                     |                             |                               |                    |                    |           |
| 222A | 9A  | Pâtés contaminés Krabby Patty Creature Feature                      | Chris Allison & Ryan Kramer | Kaz                           | 21 octobre 2017    | 14 avril 2018      | 1,99      |
| Une nouvelle formule secrète du Crabe Croustillant a des résultats désastreux pour Bikini Bottom, et seul Bob l'éponge peut sauver la journée. |     |                                                                     |                             |                               |                    |                    |           |
| 222B | 9B  | Mauvaise conduite Teacher's Pest                                    | John Trabbic                | Ben Gruber                    | 21 octobre 2017    | 14 avril 2018      | 1,99      |
| Mr. Krabs et Plankton doivent suivre des cours d'école de navigation. Malheureusement, leur rivalité les empêche d'apprendre quoi que ce soit. |     |                                                                     |                             |                               |                    |                    |           |
| 223A | 10A | Folie hygiénique Sanitation Insanity                                | Brian Morante               | Ben Gruber                    | 7 mai 2018         | 21 avril 2018      | 1,35      |
| Quand Mr. Krabs a des ennuis pour jeter des déchets, il nettoie Bikini Bottom avec Bob l'éponge et Carlo. |     |                                                                     |                             |                               |                    |                    |           |
| 223B | 10B | Chasse au lapin Bunny Hunt                                          | John Trabbic                | Mr. Lawrence                  | 30 mars 2018       | 21 avril 2018      | 1,44      |
| Un lapin de mer ravage le jardin de Carlo, mais Bob l'éponge pense que c'est mignon ! |     |                                                                     |                             |                               |                    |                    |           |
| 224A | 11A | Carlo mène l'enquête Squid Noir                                     | John Trabbic                | Andrew Goodman                | 10 novembre 2017   | 21 avril 2018      | 1,86      |
| Quand la clarinette de Carlo disparaît, il doit devenir un détective pour la retrouver. |     |                                                                     |                             |                               |                    |                    |           |
| 224B | 11B | Impossible n'est pas carré ScavengerPants                           | Brian Morante               | Mr. Lawrence                  | 9 novembre 2017    | 21 avril 2018      | 1,65      |
| Carlo envoie Bob l'éponge et Patrick dans une chasse au trésor de plus en plus difficile pour les sortir de ses cheveux. |     |                                                                     |                             |                               |                    |                    |           |
| 225A | 12A | Nounours Croc' Câlins Cuddle E. Hugs                                | Kelly Armstrong             | Mr. Lawrence                  | 8 novembre 2017    | 28 avril 2018      | 1,65      |
| Le nouvel ami de Bob l'éponge est un hamster géant et moelleux, mais personne d'autre n'est capable de le voir. |     |                                                                     |                             |                               |                    |                    |           |
| 225B | 12B | Patrick le Cheval Pat the Horse                                     | Fred Osmond                 | Mr. Lawrence                  | 2 décembre 2017    | 28 avril 2018      | 1,83      |
| Après que Bob l'éponge lui dit qu'il peut être tout ce qu'il veut être, Patrick décide d'agir comme un cheval. Cela entraîne des complications, car Patrick devient difficile à apprivoiser. |     |                                                                     |                             |                               |                    |                    |           |
| 227A | 13A | Gary, la Pipelette Chatterbox Gary                                  | John Trabbic                | Mr. Lawrence                  | 12 février 2018    | 28 avril 2018      | 1,70      |
| Gary a un collier de traduction pour animaux de compagnie, et il parle d'une tempête |     |                                                                     |                             |                               |                    |                    |           |
| 226B | 13B | Interdit de Nourrir les Clows Don't Feed the Clowns                 | Mr. Lawrence                | Mr. Lawrence                  | 12 février 2018    | 28 avril 2018      | 1,70      |
| Quand un petit clown est laissé derrière par le cirque, Bob l'éponge prend l'arlequin infortuné sous son aile. |     |                                                                     |                             |                               |                    |                    |           |
| 227A | 14A | Sur les chapeaux de roues Drive Happy                               | Brian Morante               | Kaz                           | 13 février 2018    | 5 mai 2018         | 1,63      |
| Bob l'éponge ne peut pas conduire, mais vous n'avez pas besoin d'une licence pour conduire une voiture autonome. |     |                                                                     |                             |                               |                    |                    |           |
| 227B | 14B | Papy Patrick Old Man Patrick                                        | Fred Osmond                 | Kaz                           | 14 février 2018    | 5 mai 2018         | 1,63      |
| Patrick pense qu'il est un vieil homme, donc c'est à Bob l'éponge de lui rappeler, ainsi qu'à ses amis âgés, à quel point être un enfant peut être amusant. |     |                                                                     |                             |                               |                    |                    |           |
| 228A | 15A | Mini amis, maxi délires Fun Sized Friends                           | Andrew Goodman              | Kelly Armstrong               | 15 février 2018    | 5 mai 2018         | 1,97      |
| Bob l'éponge et Patrick échangent de minuscules versions vivantes d'eux-mêmes. |     |                                                                     |                             |                               |                    |                    |           |
| 228B | 15B | Grand-mère à le dernier mot Grandmum's the Word                     | Mr. Lawrence                | John Trabbic                  | 16 février 2018    | 5 mai 2018         | 1,45      |
| Plankton ment à sa grand-mère, lui disant qu'il possède le Crabe Croustillant pour remplir une promesse qu'il a faite, mais doit garder le mensonge quand elle vient lui rendre visite. |     |                                                                     |                             |                               |                    |                    |           |
| 229A | 16A | Gang dessiné Doodle Dimension                                       | John Trabbic                | Luke Brookshier               | 9 mars 2018        | 2 mars 2019        | 1,30      |
| Bob et Patrick sont pris au piège dans une dimension alternative où tout ce qu'ils dessinent prend vie. |     |                                                                     |                             |                               |                    |                    |           |
| 229B | 16B | Boule de Gras déménage Moving Bubble Bass                           | Fred Osmond                 | Mr. Lawrence                  | 16 mars 2018       | 2 mars 2019        | 1,35      |
| Bob et Patrick aident Boule de Gras à sortir du sous-sol de sa mère. |     |                                                                     |                             |                               |                    |                    |           |
| 230A | 17A | La contreplongée High Sea Diving                                    | Brian Morante               | Kaz                           | 6 avril 2018       | 2 mars 2019        | 1,21      |
| Bob veut être la première éponge qui plonge à la surface de l'océan. |     |                                                                     |                             |                               |                    |                    |           |
| 230B | 17B | Les Voleurs de Bouteille Bottle Burgers                             | John Trabbic                | Luke Brookshier               | 13 avril 2018      | 2 mars 2019        | 1,23      |
| Bob et Carlo ont accidentellement donné la recette secrète à Plankton, et c'est à eux de la récupérer. |     |                                                                     |                             |                               |                    |                    |           |
| 231A | 18A | Ma Jambe ! My Leg !                                                 | Fred Osmond                 | Mr. Lawrence                  | 8 mai 2018         | 9 mars 2019        | 1,24      |
| La jambe de Fred guérit et Bob est déterminé à le garder hors de danger. |     |                                                                     |                             |                               |                    |                    |           |
| 231B | 18B | Limonade à l'Encre Ink Lemonade                                     | Kelly Armstrong             | Kaz                           | 9 mai 2018         | 9 mars 2019        | 1,30      |
| Le stand de limonade de Patrick est infructueux jusqu'à ce qu'il obtienne un ingrédient secret de Carlo. |     |                                                                     |                             |                               |                    |                    |           |
| 232A | 19A | La Ruée vers la Moutarde Mustard O'Mine                             | Brian Morante               | Kaz                           | 10 mai 2018        | 9 mars 2019        | 1,29      |
| Lorsque le Crabe Croustillant tombe à court de moutarde, M. Krabs envoie Bob, Patrick et Carlo pour en déterrer un peu plus. |     |                                                                     |                             |                               |                    |                    |           |
| 232B | 19B | La Liste de Courses Shopping List                                   | Zeus Cervas                 | Kaz                           | 24 septembre 2018  | 9 mars 2019        | 1,07      |
| Bob l'éponge et Sandy doivent collecter les ingrédients du pâté de Crabe, mais Plankton suit chacun de leurs pas. |     |                                                                     |                             |                               |                    |                    |           |
| 233A | 20A | Observons les Baleines Whale Watching                               | John Trabbic                | Andrew Goodman                | 6 août 2018        | 16 mars 2019       | 1,59      |
| M. Krabs embauche Carlo pour garder Pearl pour la nuit, mais elle veut juste se faufiler à une soirée entre ados. |     |                                                                     |                             |                               |                    |                    |           |
| 233B | 20B | Livrer, Tacher, Nettoyer Krusty Kleaners                            | Brian Morante               | Kaz                           | 7 août 2018        | 16 mars 2019       | 1,40      |
| Après avoir fait tomber un milkshake lors d'une livraison, Bob l'éponge promet de revenir et de nettoyer l'ensemble du bâtiment. |     |                                                                     |                             |                               |                    |                    |           |
| 234A | 21A | Patnocchio                                                          | Fred Osmond                 | Mr. Lawrence                  | 8 août 2018        | 16 mars 2019       | 1,22      |
| Plankton dit à Patrick qu'il est sa conscience afin qu'il puisse convaincre l'étoile à tête de bois de lui voler le pâté de Crabe. |     |                                                                     |                             |                               |                    |                    |           |
| 234B | 21B | ChefBob                                                             | Kelly Armstrong             | Kaz                           | 9 août 2018        | 16 mars 2019       | 1,04      |
| Quand M. Krabs met dans une cuisine ouverte, Bob l'éponge obtient le trac et doit inventer un nouveau personnage. |     |                                                                     |                             |                               |                    |                    |           |
| 235A | 22A | Krabs en Crise Plankton Paranoia                                    | John Trabbic                | Luke Brookshier               | 26 septembre 2018  | 23 mars 2019       | 1,18      |
| Plankton n'a pas essayé de voler la formule secrète depuis un moment... et cela rend M. Krabs nerveux! |     |                                                                     |                             |                               |                    |                    |           |
| 235B | 22B | Indigestion Cérébrale Library Cards                                 | Fred Osmond                 | Mr. Lawrence                  | 25 septembre 2018  | 23 mars 2019       | 1,25      |
| Lorsque Patrick découvre la bibliothèque de l'ananas, Bob lui présente le monde merveilleux de la lecture ! |     |                                                                     |                             |                               |                    |                    |           |
| 236A | 23A | Appelez la Police Call the Cops                                     | John Trabbic                | Kaz                           | 27 septembre 2018  | 23 mars 2019       | 1,19      |
| Plankton va en prison, mais la formule secrète est retenue comme preuve, ce qui oblige Bob l'éponge et M. Krabs à se faire passer pour des policiers pour la récupérer. |     |                                                                     |                             |                               |                    |                    |           |
| 236B | 23B | Terre et Mer Surf n' Turf                                           | Zeus Cervas                 | Kaz                           | 11 novembre 2018   | 23 mars 2019       | 1,40      |
| Sandy a du mal à construire un vaisseau à la bouteille avant un grand concours. Bob l'éponge lui donne donc un petit coup de pouce supplémentaire. |     |                                                                     |                             |                               |                    |                    |           |
| 237 | 24  | Clair de nuls Goons on the Moon                                     | Brian Morante               | Kaz                           | 25 novembre 2018   | 30 mars 2019       | 1,34      |
| Sandy emmène sa troupe de scouts scientifiques lors d'un voyage sur la Lune. |     |                                                                     |                             |                               |                    |                    |           |
| 238A | 25A | L'épisode à ne pas manquer Appointment TV                           | John Trabbic                | Andrew Goodman                | 28 octobre 2018    | 30 mars 2019       | 1,25      |
| Un épisode de L'Homme Sirène, perdu depuis longtemps, est enfin diffusé à la télévision, mais Bob l'éponge risque de ne pas être rentré à la maison à temps. |     |                                                                     |                             |                               |                    |                    |           |
| 238B | 25B | Le virus de Karen Karen's Virus                                     | Fred Osmond                 | Kaz                           | 4 novembre 2018    | 30 mars 2019       | 1,20      |
| Karen attrape un virus informatique et c'est à Bob l'éponge de la lui retirer. |     |                                                                     |                             |                               |                    |                    |           |
| 239A | 26A | Le vol du grill The Grill is Gone                                   | Alan Smart                  | Andrew Goodman                | 21 octobre 2018    | 6 avril 2019       | 1,37      |
| Lorsqu'un groupe d'enfants volent le grill du Crabe Croustillant, Bob l'éponge et Mr. Krabs font tout leur possible pour le récupérer. |     |                                                                     |                             |                               |                    |                    |           |
| 239B | 26B | Carbo pâté The Night Patty                                          | Bob Jacques                 | Luke Brookshier               | 21 octobre 2018    | 6 avril 2019       | 1,37      |
| Bob l'éponge vient en aide à l'équipe de nuit du Crabe Croustillant mais les clients ont envie de quelque chose de plus effrayant que d'habitude. |     |                                                                     |                             |                               |                    |                    |           |
| 240A | 27A | Bulleville Bubbletown                                               | Alan Smart & Tom Yasumi     | Andrew Goodman & John Trabbic | 28 octobre 2018    | 6 avril 2019       | 1,25      |
| Bob l'éponge rend visite à son vieil ami Marcel Bubulle dans sa nouvelle ville natale. |     |                                                                     |                             |                               |                    |                    |           |
| 240B | 27B | Soirée entre filles Girls Night Out                                 | Bob Jaques                  | Mr. Lawrence                  | 4 novembre 2018    | 6 avril 2019       | 1,20      |
| Sandy invite Karen et Mme Puff à sortir pour une soirée en ville, alors les dames décident de se défouler. |     |                                                                     |                             |                               |                    |                    |           |
| 241A | 28A | La chasseuse de méduses Squirrel Jelly                              | Tom Yasumi                  | Kaz & Zeus Cervas             | 18 novembre 2018   | 13 avril 2019      | 1,38      |
| Bob l'éponge et Patrick ont leur journée paisible de pêche à la méduse perturbée par la nature compétitive de Sandy. |     |                                                                     |                             |                               |                    |                    |           |
| 241B | 28B | Le fil The String                                                   | Alan Smart & Tom Yasumi     | Luke Brookshier               | 18 novembre 2018   | 13 avril 2019      | 1,38      |
| Bob l'éponge tire une ficelle de la chemise de Carlo qui semble ne jamais se terminer. |     |                                                                     |                             |                               |                    |                    |           |